# 다비트 10세

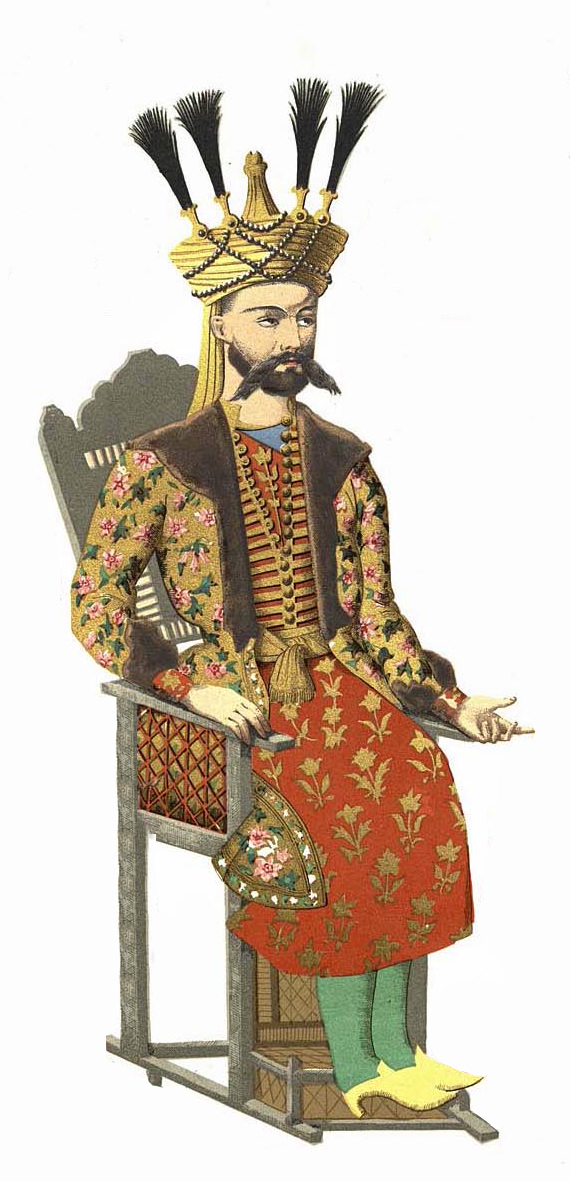
다비트 10세

다비트 10세(조지아어: დავით X, Davit X, -世, 1482년~1526년)는 CE 1505년부터 1525년까지 조지아의 카르틀리 왕국 국왕으로 군림하였던 인물이다. 전대 왕 콘스탄티네 2세의 맏아들로서, 1505년 콘스탄티네 2세가 죽은 후 카르틀리의 왕위를 계승하였다.
전대의 콘스탄티네 2세는 이메레티와 카케티의 독립을 인정했으나 다비트 10세의 치세까지도 여전히 이들과의 대립은 지속되고 있었다. 이에 다비트는 서부 방면에서는 이메레티의 알렉산드레 2세에, 동부 방면에서는 카케티의 기오르기 2세에 맞서 카르틀리를 지켜야 했다. 1509년 8월 알렉산드레는 요새도시 고리와 카르틀리의 북서 변경 지역을 침공해 점령하였지만 얼마 못 가 오스만 제국의 1510년 공격으로 이 지역을 포기했다. 1년 후에는 기오르기 2세가 쇄도해 들어왔으나 아테니의 포위된 성채에서 다비트를 생포하는 데 실패하였다. 1513년 다시 기오르기가 침공해 왔지만 이번에는 카르틀리군에 패배하고 다비트의 동생 바그라트 1세에게 붙잡혔다. 결국 기오르기는 포로 생활 중 사망하고, 기오르기의 카케티 왕국은 카르틀리에 합병되었다.
이런 과정을 거쳐 다비트 치하 카르틀리의 주변 조지아 지역은 비교적 안정되었으나, 1518년 페르시아 신생 사파비 제국의 샤 이스마일 1세가 조지아의 유력자인 삼츠케자바케티의 아타베그를 앞세워 침공해 왔다. 페르시아 원정군은 수라미와 고리를 점령하며 기세등등하게 진격하였고, 다비트는 이에 왕국을 보존하기 위해 페르시아와 강화를 맺고 공물을 바치기로 할 수밖에 없었다.
한편 카케티의 귀족들은 다비트의 힘이 약해진 사이 기오르기 2세의 아들 레바니를 다시 카케티의 독자적 왕으로 옹립하였다. 다비트는 이를 만회하기 위해 군사를 이끌고 레바니가 있는 마그라니 성을 포위하였다. 그러나 투르크멘족들이 조지아 지역에 출몰하자 곧바로 철수하고 침략자에 대한 레바니의 군사적 협조를 얻기 위해 그를 카케티의 왕으로 인정하였다.
1522년 페르시아의 샤 이스마일은 이슬람교로 개종할 것을 권했으나 다비트는 거절하였다. 이에 재차 페르시아군이 카르틀리를 침공해 왔고, 다비트와 그의 아들 루아르사브 1세는 텔레티 전투에서 격렬하게 저항하였으나 중과부적으로 결국 다시 한 번 패배하고 말았다. 카르틀리의 수도 트빌리시는 내부의 배반에 의해 페르시아군에 함락되었고, 페르시아 군대가 주둔하게 되었다. 하지만 1524년 이스마일 샤가 사망한 후 다비트는 트빌리시를 되찾고 페르시아군을 카르틀리 영내에서 쫓아내었다. 1525년에는 크베모카르틀리의 아그자칼라 지역을 재정복하고 그곳에 거주하고 있던 투르크멘인들을 학살하였다.
같은 해인 1525년 왕위에 환멸을 느낀 다비트는 동생(기오르기 9세)에게 양위하고 물러나 수도원에 들어갔다. 다비트는 1526년 사망하였고, 므츠헤타의 스베티츠코벨리 대성당에 묻혔다. 그는 슬하에 세 아들을 두었는데, 맏아들 루아르사브 1세는 기오르기 9세의 뒤를 이어 카르틀리의 왕이 되었다.